# Балена
Вижте пояснителната страница за други значения на Балени.
Балената е филтрираща храната система, заместваща зъбите при беззъбите (баленови) китове.
Служи на кита да прецежда планктон от водата. Състои се от два надлъжни реда от 300-400 гребеновидно наредени плоски и еластични пластини с перовидно разчленен вътрешен ръб, по един ред от всяка страна на горната челюст на кита. Макар да се нарича още китова кост (англ. „whalebone“), балената всъщност е видоизменена кожа и е изградена от кератин, също като човешките нокти и косми.
Някои китове, като гренландския, притежават по-дълги балени. Други, като сивия, използват балената само от едната страна на устата си. В зависимост от вида на кита, балената може да е дълга от 0,5 м до 3,5 м и да тежи до 90 кг.
Самата дума балена идва от латинското balaena и гръцкото phalaina – и двете означаващи кит.

## Хранене с балени
Баленовите китове се хранят като отварят широко уста под водата и загребват цели пасажи дребни ракообразни (крил, копеподи) или дребна риба заедно с огромно количество вода. След това частично затварят уста и притискат език към небцето си, изтласквайки водата встрани към балените, където плячката се отцежда, а водата изтича навън.

## Стопански приложения на балените
По-рано балените са били използвани за направата на камшици за файтони и пръчки на слънчобрани, както и за подсилване на дамски корсети. Използвани са и за подгъване на хартия. Инуитите още от древността използват балени за подсилване на своите лъкове.